# Landouzy-la-Ville
Landouzy-la-Ville è un comune francese di 520 abitanti situato nel dipartimento dell'Aisne della regione dell'Alta Francia.

## Società

### Evoluzione demografica
Abitanti censiti